# Park Narodowy Keep River
Park Narodowy Keep River (Keep River National Park) – park narodowy utworzony w roku 1991, położony 470 km na zachód od Katherine, na obszarze Terytorium Północnego w Australii.